# Spas Georgiev
Spas Ivanov Georgiev (in bulgaro Спас Иванов Георгиев?; Stara Zagora, 21 giugno 1992) è un calciatore bulgaro, centrocampista del Botev Vraca.

## Carriera
Ha giocato nella massima serie bulgara.